# Жґув-Другий
Жґув-Другий (пол. Rzgów Drugi) — село в Польщі, у гміні Жґув Конінського повіту Великопольського воєводства.
Населення — 246 осіб (2011).
У 1975-1998 роках село належало до Конінського воєводства.

## Демографія
Демографічна структура станом на 31 березня 2011 року:
|          | Загалом | Допрацездатний вік | Працездатний вік | Постпрацездатний вік |
| -------- | ------- | ------------------ | ---------------- | -------------------- |
| Чоловіки | 120     | 35                 | 72               | 13                   |
| Жінки    | 126     | 24                 | 71               | 31                   |
| Разом    | 246     | 59                 | 143              | 44                   |